# Museo de la pipa (Fermo)
El Museo comunal de la pipa Nicola Rizzi es un museo ubicado en Fermo, Italia. El museo está dedicado a las pipas y a los materiales con que se construyen. Fue inaugurado el 17 de septiembre de 2005

## Historia
La idea de construcción un museo de la pipa proviene del comisario Paolo Dioguardi, sin embargo está nombrada en honor a Nicola Rizzi, quien donó gran parte de la colección primaria.
Otras pipas provienen de personas como el periodista Mario Azzella, del abogado Toni Pascual, conocido coleccionista español que gran parte de las pipas precolombinas del museo y Paolo Le Bour, coleccionista de pipas antiguas.
Entre las piezas expuestas hay una pipa de espuma que perteneció a Giuseppe Garibaldi y otros personajes famosos como Sandro Pertini, Luciano Lama, Vittorio Feltri, Alessandro Curzi, Oscar Mammì y otros.

## Colecciones
El museo conserva pipas de Europa, Asia, África, América y construido con maderas variadas (guinda, olivo, enebro, roble, manzano, morera, palisandro y muchos otros).
Entre las colecciones más valiosas cabe mencionar las de Bassano, las de Chioggiotte, las de la Región de Marcas, las del México precolombino, las de porcelana alemana, pipas Kmer Rossi en filigrana de plata, pipas talladas a mano, con caricaturas de personajes ilustres , tubos de espuma de mar, de turcos, vieneses y otros.
Además, el museo también conserva colecciones de cajas de rapé, boquillas para cigarrillos y puros, envases y tarros para tabaco, limpiapipas, cerillos y otras cosas.